# 小叶黄白香薷
小叶黄白香薷（学名：Elsholtzia ochroleuca var. parvifolia）为唇形科香薷属下的一个变种。

## 扩展阅读
- 維基物種上的相關：小叶黄白香薷